# انلیس تروس
انلیس تروس (فرانسوی: Annelies Törös‎؛ زادهٔ ۶ مارس ۱۹۹۵) مدل اهل بلژیک است. او در سال ۲۰۱۵ برنده عنوان «بانوی بلژیک» شد.